# Cirkumfix
Cirkumfix är tudelade affix, vilkas delar placeras både framför och efter ett annat morfem. De förekommer i många språk, men är särskilt vanliga i bland annat georgiska och malajiska.

## Exempel
Med cirkumfix i fetstil:
- förarga (svenska)
- gespielt, 'spelade' (tyska)
- наесться, 'äta sig mätt' (ryska)
- pekerjaan, 'sysselsättning', 'yrke' (indonesiska)